# MTV Cribs
MTV Cribs fue una serie de televisión estadounidense transmitida por el canal MTV.
Allí se hace un recorrido por las mansiones de las celebridades. El primer episodio se estrenó en septiembre de 2000.[cita requerida] El 26 de abril de 2006 ya habían recorrido 185 mansiones de actores, cantantes y atletas a lo largo de 13 temporadas.

## Celebridades que aparecieron en el programa
- Mel B
- Moby
- Jewel
- P.O.D.
- Pamela Anderson
- Dream
- Kathy Griffin
- 3LW
- Lil Wayne
- Birdman
- Ice T
- Nelly
- Good Charlotte
- Lionel Scaloni
- Sum 41
- Oliver Sykes
- Playboy Mansion
- Paulina Rubio
- Russll Sinpson
- Maroon 5
- Robbie Williams
- Josh Hutcherson
- Connor Hutcherson
- Laura Petisco
- Foo Fighters
- Gorillaz
- Perez Hilton
- Don Omar
- 50 cent
- Snoop Dog
- JA rule
- Miranda Cosgrove
- Sarah Paxton
- Hulk Hogan
- Lauren Conrad
- Tommy Lee
- Rob Zombie
- Nicole Parker
- Sebastian Bach
- Jonas Brothers
- Demi Lovato
- Pete Wentz
- Beyoncé
- Fergie
- Will.i.am
- Bobby Lee
- Hayden Panettiere
- Flavor Flav
- Tila Tequila
- Bret Michaels
- Michael Cera
- Lil Jon
- Justin Timberlake
- Timbaland
- Kelly Rowland
- Ozzy Osbourne
- P. Diddy
- Hayley Williams
- Bruce Guerrero
- Chyna
- Leonel Scaloni